# Graptocorixa serrulata
Graptocorixa serrulata är en insektsart som först beskrevs av Philip Reese Uhler 1897.  Graptocorixa serrulata ingår i släktet Graptocorixa och familjen buksimmare. Inga underarter finns listade i Catalogue of Life.